# Nagrada hrvatskog glumišta za najbolju predstavu u cjelini
Dobitnici Nagrade hrvatskog glumišta za najbolju predstavu u cjelini. 
Nagrađivane predstave:
| Sezona      | Predstava                                                | Redatelj              | Kazalište                                |
| 1992./1993. | Krležijada (po djelima Miroslava Krleže)                 | Zlatko Vitez          | Glumačka družina Histrion, Zagreb        |
| 1993./1994. | Leda (Miroslav Krleža)                                   | Želimir Orešković     | HNK Split                                |
| 1994./1995  | Berenikina kosa (Nedjeljko Fabrio)                       | Georgij Paro          | HNK Zagreb                               |
| 1995./1996. | Tri mušketira (Alexandre Dumas)                          | Janusz Kica           | Zagrebačko kazalište mladih              |
| 1996./1997. | Pir malograđana (Bertolt Brecht)                         | Eduard Miller         | GK Kerempuh, Zagreb                      |
| 1997./1998. | Mjesec dana na selu (Ivan Sergejević Turgenjev)          | Paolo Magelli         | GDK Gavella, Zagreb                      |
| 1998./1999. | Dubrovačka trilogija (Ivo Vojnović)                      | Joško Juvančić        | Dubrovačke ljetne igre                   |
| 1999./2000. | Hamlet (William Shakespeare)                             | Zlatko Vitez          | Glumačka družina Histrion, Zagreb        |
| 2000./2001. | Brat magarac (Rene Medvešek)                             | Rene Medvešek         | Zagrebačko kazalište mladih              |
| 2001./2002. | Posjet stare dame (Frederich Durrenmatt)                 | Ivica Kunčević        | Dubrovačke ljetne igre                   |
| 2002./2003. | Amfitrion (Heinrich von Kleist)                          | Janusz Kica           | Dubrovačke ljetne igre                   |
| 2003./2004. | Ekvinocijo (Ivo Vojnović)                                | Joško Juvančić        | Dubrovačke ljetne igre                   |
| 2004./2005  | Noć Iguane (Tennessee Williams)                          | Janusz Kica           | Splitsko ljeto                           |
| 2005./2006  | Žaba (Dubravko Mihanović)                                | Franka Perković       | Teatar &TD, Zagreb                       |
| 2006./2007. | Brak iz računa (Anton Pavlovič Čehov)                    | Dražen Ferenčina      | GK Kerempuh, Zagreb                      |
| 2007./2008. | Kauboji (Saša Anočić)                                    | Saša Anočić           | Teatar Exit, Zagreb                      |
| 2008./2009. | Zagrebački pentagram (skupina autora)                    | Paolo Magelli         | Zagrebačko kazalište mladih              |
| 2009./2010. | Građanin plemić (Molière/Jean-Baptist Lully)             | Krešimir Dolenčić     | HNK Zagreb                               |
| 2010./2011. | Mrzim istinu (Oliver Frljić)                             | Oliver Frljić         | Teatar &TD, Zagreb                       |
| 2011./2012. | Unterstand (Ivana Šojat-Kuči)                            | Zlatko Sviben         | HNK u Osijeku, Osijek                    |
| 2012./2013. | Kafka project: Frontiere/Granice/Meje/Grens/Borders…     | Karin Holle           | Tal. drama, HNK Ivana pl. Zajca u Rijeci |
| 2013./2014. | Tri sestre (Anton Pavlovič Čehov)                        | Slobodan Unkovski     | GDK Gavella, Zagreb                      |
| 2014./2015. | 260 dana (Marijan Gubina)                                | Dražen Ferenčina      | HNK u Osijeku, Osijek                    |
| 2015./2016. | Hinkemann (Ernst Toller)                                 | Igor Vuk Torbica      | Zagrebačko kazalište mladih              |
| 2016./2017. | Črna mati zemla (Kristian Novak)                         | Dora Ruždjak-Podolski | Zagrebačko kazalište mladih              |
| 2017./2018. | Orestija (Eshil)                                         | Dejan Projkovski      | Splitsko ljeto                           |
| 2018./2019. | Kiklop (Ranko Marinković, Saša Anočić)                   | Saša Anočić           | GDK Gavella, Zagreb                      |
| 2019./2020. | Hotel Zagorje (Jelena Kovačić, Anica Tomić) prema romanu | Anica Tomić           | GDK Gavella, Zagreb                      |
| 2020./2021. | Matiaš Grabancijaš Dijak (Tituš Brezovački)              | Krešimir Dolenčić     | HNK Varaždin, Varaždin                   |
| 2021./2022. | 55 kvadrata (Ivana Vuković)                              | Ivan Plazibat         | HNK Split, Split                         |
| 2022./2023. | Don Juan (Jean-Baptiste Poquelin Molièrea)               | Dejan Projkovski      | HNK Zagreb, Zagreb                       |
| 2023./2024. | Ekvinocijo (Ivo Vojnović)                                | Krešimir Dolenčić     | Dubrovačke ljetne igre                   |

Najnagrađivanija kazališta u ovoj kategoriji
| Redni broj | Kazalište                    | Grad      | Broj dobivenih nagrada |
| 1.         | Zagrebačko kazalište mladih  | Zagreb    | 5                      |
| -          | Dubrovačke ljetne igre       | Dubrovnik | 5                      |
| 2.         | GDK Gavella                  | Zagreb    | 4                      |
| 3.         | HNK Zagreb                   | Zagreb    | 3                      |
| 4.         | Glumačka družina Histrioni   | Zagreb    | 2                      |
| -          | HNK Split                    | Split     | 2                      |
| -          | Satiričko kazalište Kerempuh | Zagreb    | 2                      |
| -          | Splitsko ljeto               | Split     | 2                      |
| -          | Teatar &TD                   | Zagreb    | 2                      |